# グレート・ウェスタン鉄道2301形蒸気機関車
グレート・ウェスタン鉄道2301形蒸気機関車（グレート・ウェスタン鉄道2301がたじょうききかんしゃ）またはディーン貨物形はイギリスのグレート・ウェスタン鉄道（GWR）が製造したテンダー式蒸気機関車の1形式であり、GWRでの客貨両用のためのディーンの標準0-6-0機関車だった。車輪配置 0-6-0。
これらの貨物機関車を260両製造した。2301形は、内部フレームのみを持つという以前のGWRの伝統を破った。製造されていた間にボイラーの設計に変更が加え過熱器を備えていた。最初の20台の機関車は当初ドーム型ではなくアウトサイドフレームをそなえていたが、いずれもドーム型ボイラーを備えインサイドフレームで製造された。番号は2301 - 2360および2381 - 2580だった（2361 - 2380は2361形で、視覚的には似ていたが、外枠があった）。
スウィンドン工場は、ウィリアム・ディーンの設計に合わせて、1883年から1899年の間にウォルヴァーハンプトンで合計280両が建造され、番号は2301〜2580で、最初のクラスは1907年に廃車された。
20両の機関車がバーミンガム地域で働くために2-6-2Tエンジンとして再建された。これらは3900クラスとして知られており、1930年から1934年の間にすべて廃車された。
本形式の機関車の中には、両方の世界大戦で海外に移出された珍しい経歴を持つものがある。第二次世界大戦中に供出された108両の機関車のうち32両は、かつて第一次世界大戦中にも供出され、その32両の中で24両は再び海外に送られた。
最初の廃車は1928年10月にGWRによって行われ、ヘレフォード機関区から2365号が廃車された。

## 戦時下
第一次世界大戦中の1917年、62両の機関車がイギリス軍鉄道事業部（イギリス軍の王立工兵内の部署）に引き継がれ、フランスに送られた。これらの機関車のうち46両は1919年初夏にイギリスに返還されたが、残りの16両は1918年の初めにサロニカに送られた。2308号と5422号の2両はオスマン鉄道に売却され、110号と111号に改番された。111は1929年9月に運行を退いたが、110は1950年代まで使用された。サロニカに残っていた14両の機関車のうち、5両は廃棄扱いとなり、残りの9両は1921年4月にイギリスに戻った。
第二次世界大戦が勃発すると、陸軍省はGWRから本形式の100両を接収し、GWRは廃車となったばかりの機関車数台を急遽復旧しなければならなかった。要求された機関車にはウェスティングハウス製のブレーキが取り付けられ、10両にはパニアタンクと凝縮ギアが取り付けられた。供出車はすべて黒く塗装され、陸軍省による番号が記された。1940年12月、陸軍省はさらに8両の機関車を要求した。
ドイツのフランス侵攻時には、接収された本形式のうち79両がフランスに移出されていた。一部の機関車はダンケルクへの撤退で破壊され、残りはドイツ占領軍によってフランスの鉄道で使用された。戦後、22両から26両の機関車が連合国救済復興機関の支援の下で中国に送られた。30両は英国に返還されたが、役に立たないとみなされ廃車となった。No.2435（WD No.188）はシレジアで、続いて1948年までオーストリアで使用された。1952年にオーストリアに返還されるまで、ロシアが保有した。No.2419および2526（WD No.106および132）の2台も同様だった。残りの機関車は廃棄されたと想定されている。
イギリスに残った機関車の大半は国内の陸軍省と兵器基地で稼動したが、1943年に6両がチュニジアに輸送され、そこからイタリアに輸送された。その後6両はイタリア国鉄に戦後継承され、FS293形式を割当、GWR時代の2521，2463，2548，2545，2478，2451が1950年代中期まで運用された。

## イギリス国鉄時代
1948年に54両の機関車がイギリス国鉄に引き継がれ、軸重が軽いことから、主にウェールズの支線で使用された。1955年までに4両だけが使用残っていた。1955年4月にレディング機関区から2474号が、1955年7月にブレコン機関区から2513号、1956年5月にオスウェストリー機関区から2516号、1957年5月にオスウェストリー機関区から2538廃車され、新しいイギリス国鉄2形2-6-0蒸気機関車に置き換えられた。
1897年にスウィンドンで製造され、1913年にはベルペヤボイラーが、1935年には過熱器が取り付けられた2516号は、唯一保存された。オスウェストリーに拠点をおき、ブレコン、スランイドロイス、そして簡単にレディングでもみかけた。1956年に廃車されたとき、イギリス国鉄ではなくGWRのレタリングを持っていた。

## 製造
| 年度     | 製造数 | ロット番号. | 工場番号.  | 車両番号   | 備考                                   |
| -------- | ------ | ----------- | ---------- | ---------- | -------------------------------------- |
| 1883     | 20     | 61          | 946～965   | 2301～2320 |                                        |
| 1884     | 20     | 62          | 966～985   | 2321～2340 |                                        |
| 1884     | 20     | 63          | 986～1005  | 2341～2360 |                                        |
| 1890     | 20     | 82          | 1181～1200 | 2381～2400 |                                        |
| 1891～92 | 30     | 87          | 1271～1300 | 2401～2430 |                                        |
| 1893     | 20     | 92          | 1361～1380 | 2431～2450 |                                        |
| 1895～96 | 20     | 99          | 1453～1472 | 2451～2470 |                                        |
| 1896     | 20     | 100         | 1473～1492 | 2471～2490 |                                        |
| 1896     | 20     | 104         | 1511～1530 | 2491～2510 | 1907年に2-6-2Tタンク機関車に改造された |
| 1897     | 20     | 107         | 1552～1571 | 2511～2530 |                                        |
| 1897     | 20     | 108         | 1572～1591 | 2531～2550 |                                        |
| 1897～99 | 30     | 111         | 1632～1661 | 2551～2580 |                                        |